# Julian Beever

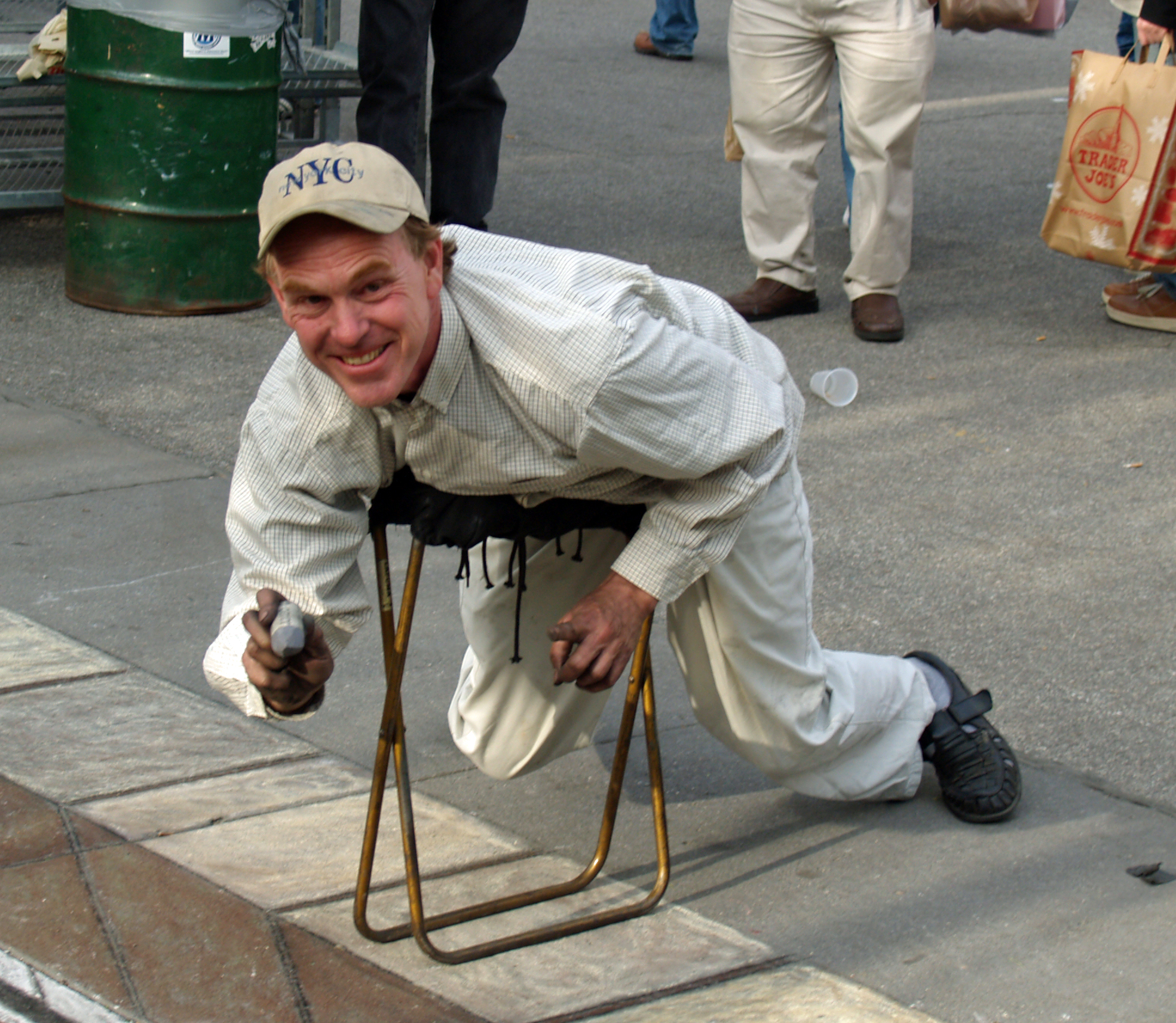
Julian Beever

Julian Beever – brytyjski artysta specjalizujący się w malunkach na chodnikach. 
Jego prace sprawiają wrażenie trójwymiarowości, kiedy są oglądane lub fotografowane z odpowiedniego miejsca.